# 275215 Didiermarouani
275215 Didiermarouani è un asteroide della fascia principale. Scoperto nel 2009, presenta un'orbita caratterizzata da un semiasse maggiore pari a 2,6396195 au e da un'eccentricità di 0,0698575, inclinata di 15,67299° rispetto all'eclittica.